# Most Kierbedzia
Die Most Kierbedzia (dt.: Kierbedź-Brücke, fehlerhaft häufig: Kierbedz-Brücke) war eine Brücke für den Straßenverkehr in Warschau. Sie überbrückte die Weichsel und verband den Warschauer Innenstadtbereich mit dem Stadtbezirk Praga (heute: Praga-Północ) auf der anderen Flussseite. Sie war die erste Warschauer Stahlbrücke über die Weichsel und wurde zwischen 1859 und 1864 gebaut. Nach dem Zweiten Weltkrieg wurde sie durch die Most Śląsko-Dąbrowski ersetzt.

## Geschichte
Die Brücke wurde auf Initiative der Towarzystwo Rosyjskich Kolei Żelaznych (dt. etwa: Russische-Eisenbahn-Gesellschaft) errichtet. Zunächst sollte eine Eisenbahnbrücke zwischen dem damals auf der Ostseite der Weichsel liegenden Dworzec Petersburski und dem ebenfalls nicht mehr existierenden Dworzec Wiedeński gebaut werden. Damit wären die Eisenbahnlinien der Warschau-Wiener und der Petersburg-Warschauer Eisenbahn verbunden worden. Diese Pläne wurden zugunsten der Errichtung einer Straßenverkehrsbrücke mit Gleisen für eine Pferdebahn aufgegeben. Die erste Eisenbahnbrücke Warschaus wurde erst 1875 eröffnet – die Most przy Cytadeli lag rund 1500 Meter nordwärts der Most Kierbedzia.

### Errichtung
Es war die zweite feststehende Weichselbrücke in Warschau; die erste war die im 16. Jahrhundert aus Holz errichtete und nicht mehr existierende Most Zygmunta Augusta. Die Gesamtbaukosten des Baus betrugen 2,7 Millionen Rubel. Für Projekterstellung und Realisierung war Stanisław Kierbedź (1810–1899) verantwortlich – ein polnischer Ingenieur, der als General in der russischen Armee diente. Er hatte sich für die Verwendung der Gitterträgertechnik entschieden. Sechs genietete Brückenelemente lagen auf fünf Beton- und Steinpfeilern sowie zwei Widerlagern. Die einzelnen Elemente waren neun Meter hoch, 10,5 Meter breit und 69 Meter lang. Die Gründungsarbeiten unterhalb des Wasserspiegels der Weichsel waren herausfordernd und erfolgten mit dem damals im Russischen Reich noch unbekannten Senkkasten-Verfahren. Mit der Methode wurde erfolgreich gearbeitet, mangelnde Kenntnisse zur Dekompressionskrankheit führten allerdings bei rund 175 Bauarbeitern zu gesundheitlichen Schäden, zwölf von ihnen starben.
Die Bauarbeiten wurden von zwei französischen Unternehmen (Ernest Gouin et Compagnie the Batignolles und Schneider Creuzot) ausgeführt. Diese wurden vor Ort von dem französischen Ingenieur Gottard und seinem polnischen Kollegen, Stanisław Janicki, vertreten. Die Brücke wurde am 22. November 1864 eröffnet. Die Fahrtrasse war asphaltiert und enthielt zwei Gleise für Pferdebahnen, mit denen Bahnreisende zwischen den beiden Kopfbahnhöfen verkehren konnten. Bürgersteige befanden sich beidseitig außerhalb der Gitterstrukturen des Überbaus. Die stabile Konstruktion ermöglichte auch die spätere Montage von Versorgungsleitungen zum ostwärtigen Stadtteil unterhalb des Überbaus: 1867 wurde eine Gasleitung, 1882 Telefonkabel, 1884 Wasserleitungen und 1905 Stromleitungen verlegt.
Vergleichbare Brückenkonstruktionen über der Weichsel entstanden etwa zeitgleich in Tczew (Weichselbrücke Dirschau) und Malbork (Eisenbahnbrücke Malbork) – der dortige Architekt war Carl Lentze.

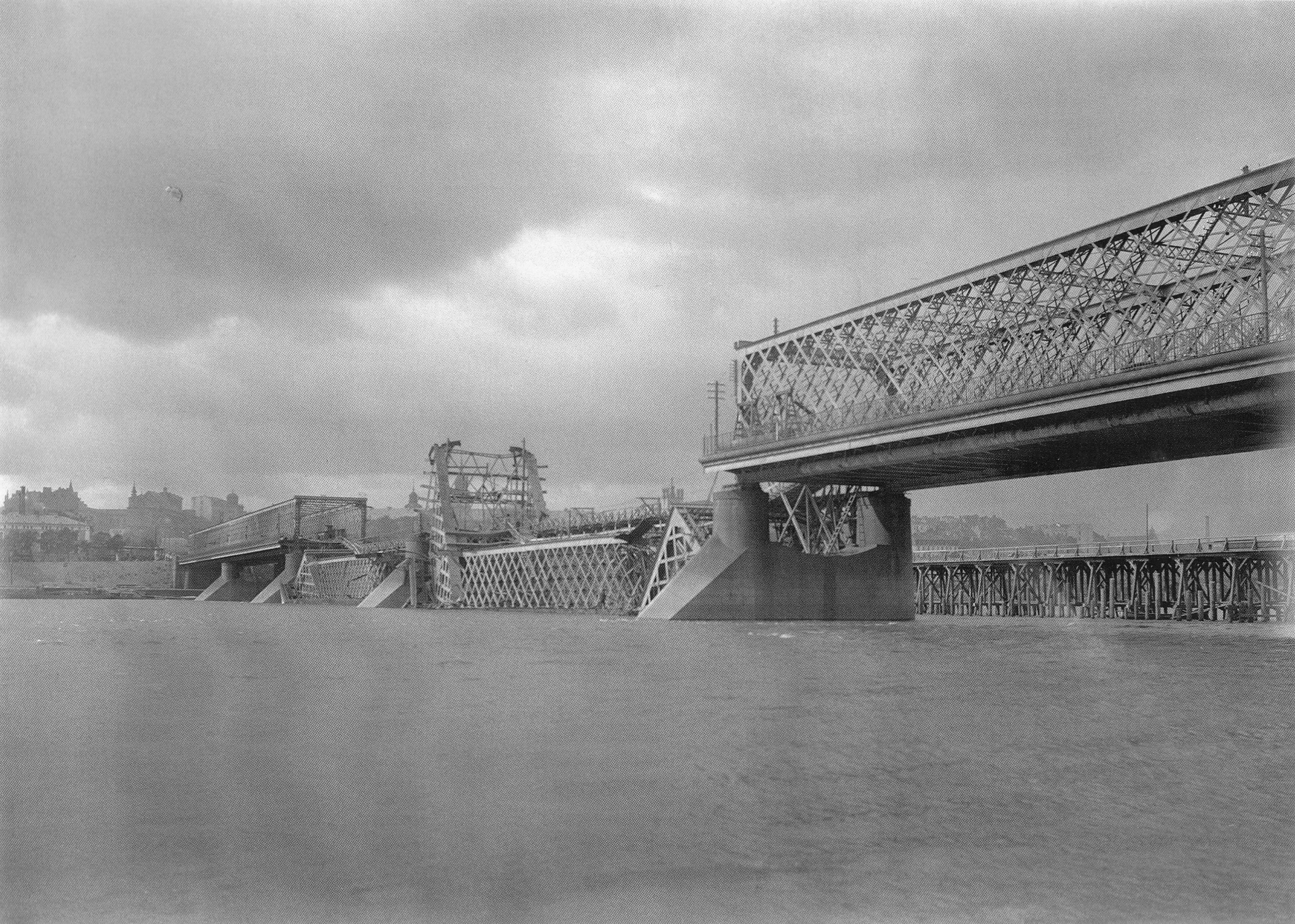
Die Brücke nach der Sprengung der beiden mittleren Elemente durch russische Truppen im August 1915
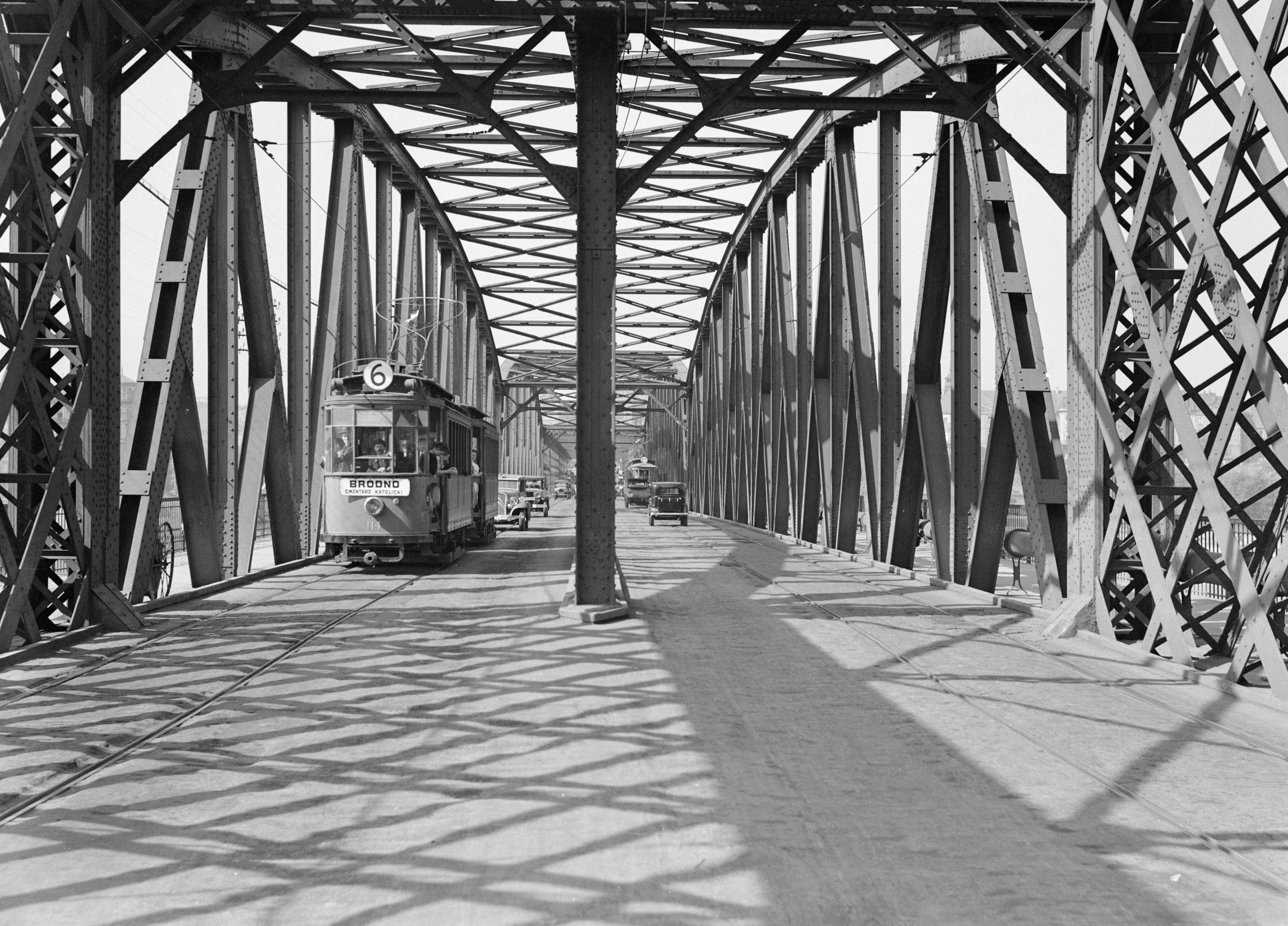
Die wiederaufgebaute Brücke mit den zwei nach oben gewölbten Halbparabelträgern, 1934

Zunächst erhielt die neue Brücke zu Ehren des russischen Zaren Alexander II. den offiziellen Namen Most Aleksandryjski (dt. Alexanderbrücke). Sie wurde von der Bevölkerung jedoch schon damals nach dem Erbauer benannt. Nach der Wiederherstellung der Unabhängigkeit Polens wurde dies der offizielle Name.

### Erste Zerstörung
Am Morgen des 5. August 1915 sprengten russische Truppen im Rahmen ihres kriegsverlaufbedingten Rückzuges aus Warschau die beiden mittleren Brückenelemente; die Pfeiler wurden dabei nicht beschädigt. Am selben Tag marschierten die deutschen Truppen unter Prinz Leopold von Bayern in die Stadt ein. Die deutschen Besatzungsbehörden ließen die Brücke zügig wieder aufbauen. Die Arbeiten führten zwei deutsche Unternehmen aus: C.H. Jucho aus Dortmund und Philipp Holzmann & Cie. aus Frankfurt am Main; die Bauaufsicht lag bei dem Ingenieur Martin Arndt (1883–1943). Die zwei zu ersetzenden Elemente in der Brückenmitte unterschieden sich zu den früheren – nach oben formten sie je einen flachen Rundbogen, weshalb deren Fachwerke nun nicht mehr parallelgurtig verliefen. Für Fußgänger wurde die Most Kierbedzia am 27. November 1915 freigegeben. Für den Straßenverkehr erfolgte die offizielle Wiedereröffnung am 27. Januar 1916, anlässlich des Geburtstages des deutschen Kaisers, Wilhelm II.

### Zweite Zerstörung
Die Brücke wurde während des Warschauer Aufstandes erneut zerstört. Die aus dem Osten anrückende sowjetische Armee hatte die deutschen Truppen zum Rückzug auf die westliche Weichselseite gezwungen. Nach erfolglosen Versuchen der Aufständischen, die Brücke zu nehmen, wurde sie am 13. September 1944 von der 2. Kompanie des Pionier-Bataillons 654 der Wehrmacht gesprengt.
In der Nachkriegszeit wurde auf den noch erhaltenen Pfeilern eine neue Brücke errichtet: Mit dem Neubau der Most Śląsko-Dąbrowski kam es auch zu einer Änderung der Trassenführung auf der Westseite des Flusses; unter anderem wurde das Pancer-Viadukt, das bei der alten Brücke den Warschauer Schlossplatz mit dem westlichen Brückenkopf verbunden hatte, abgetragen, und ein Tunnel (Trasa W-Z) unter dem vorher durchfahrenen Schlossplatz angelegt.
Teile der Most Kierbedzia wurden im Jahr 2011 aus dem Fluss geborgen. Sie waren im Auftrag eines Warschauer Forschungsinstituts (Instytut Badawczy Dróg i Mostów) gesucht worden. Die geborgenen Teile – darunter ein sechs Meter langes Stahlfragment der Gitterkonstruktion – wurden Korrosionsschutzarbeiten unterzogen. Zusammen mit Fundstücken weiterer historischer Warschauer Brücken werden sie auf dem Gelände des Instituts ausgestellt.